# Костел Святої Трійці (Брухналь)
Костел Святої Трійці — храм у колишньому містечку Брухналь (тепер село Терновиця, Яворівський район, Львівська область). Зразок оборонної архітектури. Місце хрещення Митрополита ГКЦ преподобного Андрея Шептицького.

## Відомості
Збудований у 1645 році, храм якийсь час був кальвіністським збором. У 1710 році заново освячений як римо-католицький Троїцький костел.
Мати преподобного Андрея Шептицького Зофія Фредро передала храму власноруч намальовану ікону «Найсвятіше серце Христове». 17 січня 1901 року вона подарувала йому цей образ після його призначення Митрополитом ГКЦ. Ікону митрополит Андрей забрав із собою у митрополичі палати на Святоюрську гору, де вона зберігалася до 1946 року. У червні 2015 року ікону виставили для почитання в Архикатедральному соборі Святого Юра.

## Галерея

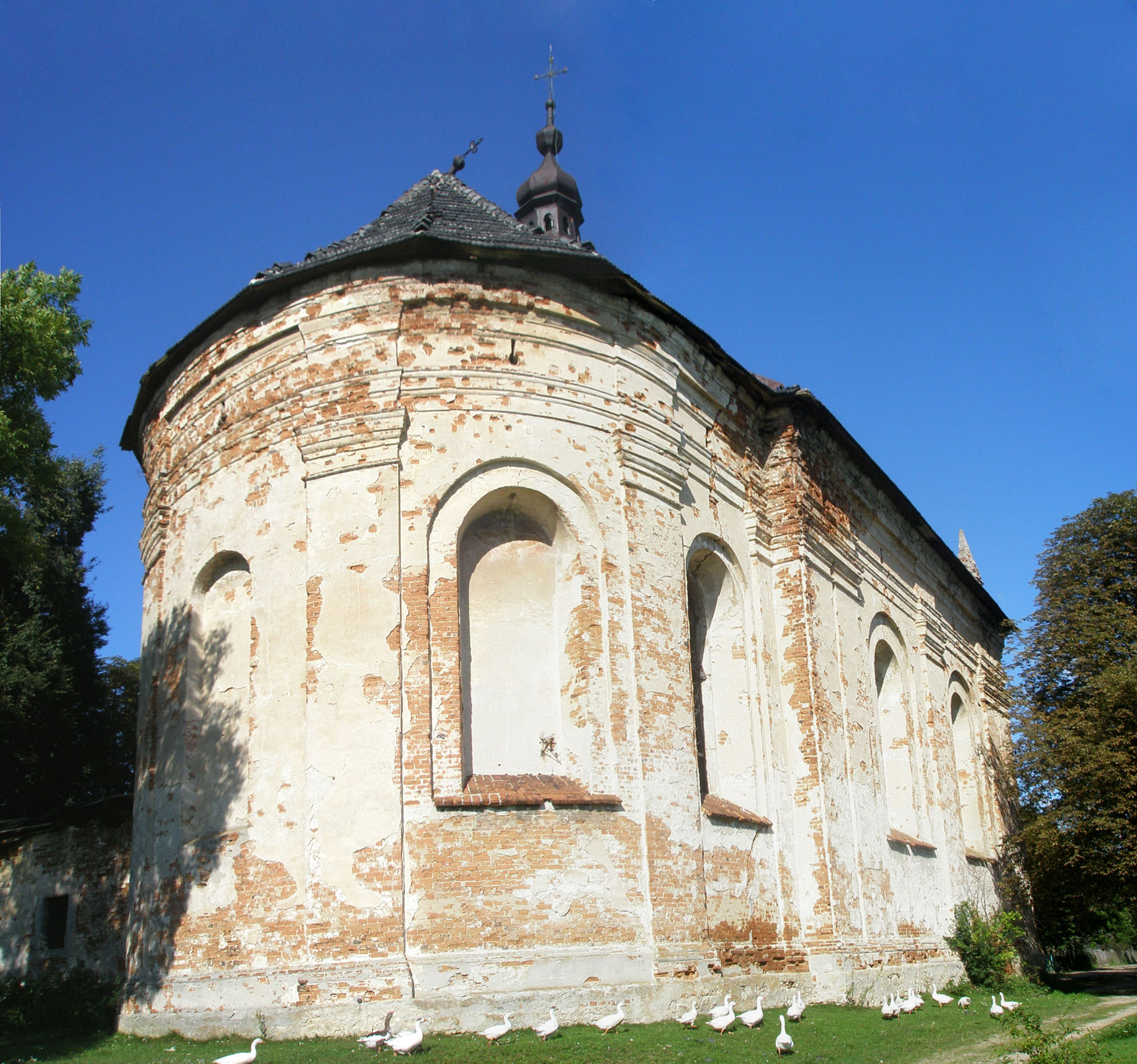
Зворотня сторона
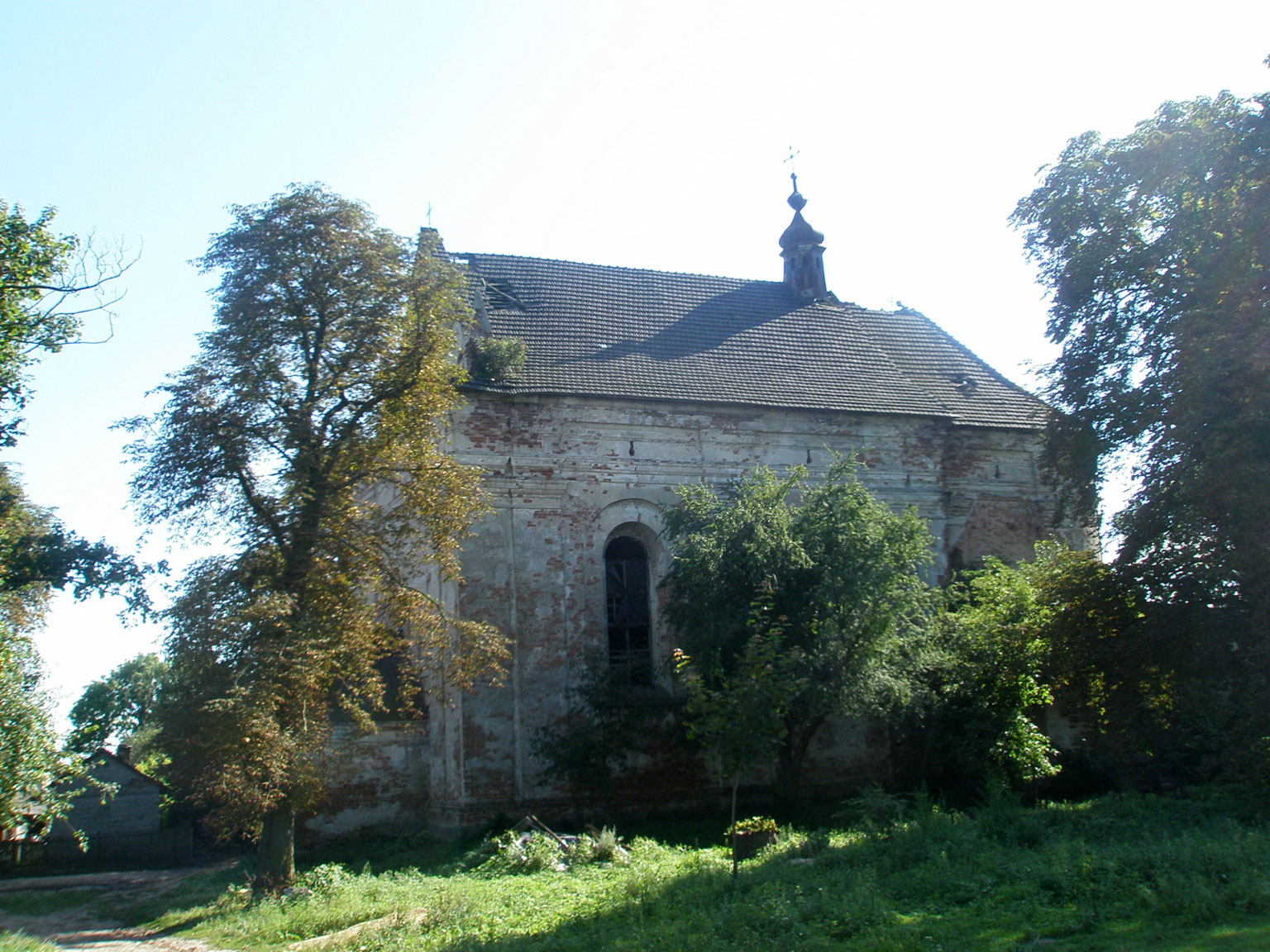
Панорамний вигляд